# Водное (Нижнегорский район)
Во́дное (до 1948 года Ваку́ф-Карпе́; укр. Водне, крымскотат. Körpe Vaqıf, Корьпе Вакъыф) — исчезнувшее село в Нижнегорском районе Республики Крым, располагавшееся в центре района, в степной части Крыма, на берегу Салгира, примерно в 1,5 км к югу от современного села Лужки.

## История
Впервые в исторических документах поселение упоминается в Статистическом справочнике Таврической губернии. Ч.II-я. Статистический очерк, выпуск пятый Феодосийский уезд, согласно которому в селе Аликеч-Корпе Андреевской волости Феодосийского уезда числилось 6 дворов (все дворы безземельные) с татарским населением в количестве 37 человек приписных жителей и 2 — «посторонних», из которых 23 мужчин и 16 женщин. Жители землёй не владели, в хозяйствах имелось 15 лошадей, 10 коров и 40 голов мелкого скота.
После установления в Крыму Советской власти, по постановлению Крымревкома № 206 «Об изменении административных границ» от 8 января 1921 года была упразднена волостная система и село вошло в состав Ичкинского района Феодосийского уезда, а в 1922 году уезды получили название округов. 11 октября 1923 года, согласно постановлению ВЦИК, в административное деление Крымской АССР были внесены изменения, в результате которых округа были отменены, Ичкинский район упразднили, включив в состав Феодосийского в состав которого включили и село. Согласно Списку населённых пунктов Крымской АССР по Всесоюзной переписи 17 декабря 1926 года, согласно которому на хуторе Карпе-Аликечь (вакуф), Емельяновского сельсовета Феодосийского района, числилось 13 дворов, все крестьянские, население составляло 63 человека, из них 45 татар и 18 русских. Постановлением ВЦИК «О реорганизации сети районов Крымской АССР» от 30 октября 1930 года был создан Сейтлерский район (по другим сведениям 15 сентября 1931 года), переименованный указом ВС РСФСР № 621/6 от 14 декабря 1944 года в Нижнегорский и село передали в его состав. По данным всесоюзной переписи населения 1939 года в селе проживало 83 человека. На километровой карте Генштаба Красной армии 1941 года село отмечено как Аликечь.
В 1944 году, после освобождения Крыма от фашистов, согласно постановлению ГКО № 5859 от 11 мая 1944 года, 18 мая крымские татары были депортированы в Среднюю Азию. С 25 июня 1946 года селение в составе Крымской области РСФСР. Указом Президиума Верховного Совета РСФСР от 18 мая 1948 года Вакуф-Карпе переименовали в Водное. 26 апреля 1954 года Крымская область была передана из состава РСФСР в состав УССР. Ликвидировано до 1960 года, поскольку в «Справочнике административно-территориального деления Крымской области на 15 июня 1960 года» селение уже не значилось (согласно справочнику «Крымская область. Административно-территориальное деление на 1 января 1968 года» — в период с 1954 по 1968 год, как село Охотского сельсовета).